# لری شمالی
لری شمالی یا مینجایییا لرستانی یکی از شاخه های زبان رایج در میان مردم لر است. لرها در جغرافیای پهناور خود در غرب و جنوبی و غربی ایران (در استان‌های لرستان، ایلام، چارمحال و بختیاری، کهگیلویه و بویراحمد و قسمت‌هایی از استان‌های همدان، کرمانشاه، خوزستان، مرکزی، اصفهان، فارس و بوشهر) و شرق کشور عراق به طیف متنوعی از گونه‌های زبانی صحبت می‌کنند. برخی زبانشناسان گویش‌های مربوط به لرها را نظیر بختیاری و بهمئی و لکی را به طور کلی لری ذکر میکنند.

## دسته بندی زبان لری
امان‌اللهی لرها را به دو گروه خاوری و باختری تقسیم‌بندی کرده است. گروه باختری در منطقه وسیعی بین رود دز در شرق و مرزهای عراق در غرب به سر می‌برند و شامل لک‌ها، لرهای لرستان، لرهای نهاوند، سیلاخور، بروجرد، تویسرکان، ملایر، ایلام و شمال خوزستان هستند. دانشنامه ایرانیکا زبان لری را به دو دسته جنوبی و شمالی تقسیم بندی میکند که دسته شمالی شامل گویش‌های لری رایج در مناطقی از همدان، لرستان، ایلام، خوزستان و غیره ‌‌‌‌میشود.
علی حصوری مینوسید: «مردمی که لُر نامیده میشوند در ناحیه ای بین ملایر، تویسرکان، هرسین، ایلام، پشتکوه دزفول (شمال غربی دزفولی)، بختیاری، الیگودرز پشتکوه (جنوب غربی اراک) زندگی میکنند. مرکز لرستان شهر خرم‌آباد و مهمترین شهرها و قسمت های این ناحیه چنین است: ملایر، نهاوند، تویسرکان، هرسین، ایلام، دهلران، طرحان، کاکاوند، ممولان، دیرکوند، آبستان دورود، چگنی، الشتر، الیگودرز، جاپلق، بروجرد، سیلاخور بالا و پایین، چغلوند.»
فهرست لینگوییست به سه دسته شمالی، بختیاری و لری جنوبی تقسیم بندی کرده است. گلاتولوگ لری را به دو دسته شمالی و جنوبی-بختیاری تقسیم میکند. انتولوگ لری را به چهار دسته شمالی، بختیاری، جنوبی و کمزاری تقسیم بندی میکند
برخی نیز زبان و گویش مربوط به مردمان لر را به سه دسته کلی تقسیم بندی میکنند که شامل تقسیم بندی ذیل میشود: ۱. شاخۀ لرستان شمالی (مناطقی از لرستان، ایلام، کرمانشاه، همدان، قزوین و عراق عمدتا در بدره، مندلی و خانقین)، شامل لکی؛ ۲. شاخۀ مرکزی (مینجایی)، دربرگیرندۀ گویشهای فِیلی و ثلاثی؛ ۳. شاخۀ جنوبی (استان کهگیلویه و بویراحمد و مناطقی از اصفهان، فارس، بوشهر، چارمحال و بختیاری و خوزستان) شامل گویش‌های لری جنوبی و بختیاری.
آنونبی زبانشناس کانادایی زبان لری را به سه گروه لرستانی، بختیاری و جنوبی تقسیم کرده است. و گویش‌هایی نظیر اندمیشکی و خرم‌آبادی و نهاوندی و بروجردی را جزء گروه لرستانی قرار داده است. آنونبی زبان لکی را نیز مربوط به زبان مردمان لر می‌داند. همچنین عنوان می‌کند بخشی از مردم ایلام و کرمانشاه اگرچه به گویشی تحت عنوان کردی جنوبی صحبت می‌کنند اما قومیت خود را لر می‌دانند و این موضوع در مناطقی از عراق که هم‌مرز با این مناطق هست نیز وجود دارد.

## نامگذاری
مینجایی نام عمومی گویشهایی از زبان لری است که به صورت پراکنده با نامهای لری خرم‌آبادی، باالگریوه‌ای، سیلاخوری، بروجردی، ملایری و غیره شناخته میشده‌اند، هیچکدام از این اسم‌ها نمیتواند به صورت عام دربرگیرنده‌ی کل این گونه‌های زبانی باشد. لری مینجایی در تقسیم‌بندی بهاروند زیر مجموعه‌ی «لری باختری»، در تقسیم بندی آنونبی زیر مجموعه‌ی «لری لرستانی» و در دانشنامه‌ی ایرانیکا و فهرست لینگوییست زیرمجموعهی «لری شمالی» محسوب میشود. برخی منابع نیز از آن با نام «لری فیلی» سخن گفته‌اند. واژه‌ی مینجایی به معنای «میانی» است و وجه تسمیه‌ی آن به واقع شدن جغرافیای سکونت غالب گویشوران مینجایی، در کرانه‌ی رودخانه‌ی دز (در مناطقی با نام رود سزار)، به عنوان مرز طبیعی لر بزرگ و لر کوچک برمیگردد.
| نام گویش    | استان‌ها و شهرستان‌های گویشوران                                                                                    | گونه‌های مرتبط                                                      |
| ----------- | --- | ------------------------------------------------------------------ |
| خرم‌آبادی    | استان لرستان (شهرستانهای خرمآباد، چگنی و رومشکان)                                                                | آبستانی، چگنی، مختلط و...                                          |
| بالاگریوه‌ای | استان لرستان (شهرستانهای پلدختر، خرمآباد و دورود) استان خوزستان (اندیمشک) استان ایلام (درهشهر، آبدانان و دهلران) | ییلاقی، گرمسیری، شرقی، لری دهلرانی، لری آبدانانی، لری درهشهری و... |
| سیلاخوری    | استان لرستان (دورود)                                                                                             | سیلاخور بالا و پایین                                               |
| ثلاثی       | استان لرستان (بروجرد) استان همدان (نهاوند، مالیر و تویسرکان)                                                     | شامل گیونی، اسدآبادی، کوهانی، اوزمانی، ورکانه‌ای، خزلی و...         |
| شوهانی      | استان ایلام (دره‌شهر، بدره و مهران)                                                                               | شامل گویش لری هندمینی و دوستان                                     |

## گویش‌ها و لهجه‌های لری شمالی
به طور کلی مطابق تقسیم بندی امان اللهی و اطلس زبانی ایران گویش‌ها و لهجه‌های زبان لری شمالی عبارتند از:
- لری باختری
  - لری ثلاثی
    - گروه الوند
      - وفرجینی
      - مریانجی
      - علی‌آبادی
      - ورکانه‌ای

    - لری ملایری
    - لری نهاوندی
    - لری تویسرکانی
    - لری اسدآبادی
    - لری بروجردی
    - لری سیلاخوری
      - سیلاخوری بالا
      - سیلاخوری پایین

  - لری موجود در همدان
  - لری خرم‌آبادی
  - لری بالاگریوه
  - لری هندمینی
  - لری مینجایی (گونه مرکزی)
  - لری عمله‌ای
  - لری شوهانی
  - گویش‌های دیگر

گویش‌های لری شوهانی، لری دهلرانی، لری آبدانانی، لری دره شهری استان ایلام و لری پلدختری، لری اندیمشکی، لری خرم‌آبادی و بخش‌هایی از شهرستان دورود در استان لرستان شباهت های بسیار زیادی دارد. هرکدام از این گویشها دارای لهجه‌های مختص به خود می‌باشد و می‌توان همه آنها را به پیکره زبانی استان لرستان منتسب کرد.
برخی گویش‌های لری ثلاثی و گروه الوند را جدا از لری شمالی طبقه بندی میکنند. اطلس زبان‌های ایران گویش‌هایی نظیر بروجردی، نهاوندی و غیره را در دسته‌ای به نام زاگرس شمالی یا لری ثلاثی قرار میدهد که شامل گویش های گروه الوند (مرگانه‌ای، وفرجینی، ورکانه‌ای و غیره) نیز میشود. در استان لرستان، این گویش‌ها توسط سیلاخوری و بروجردی می‌شوند که به‌نظر می‌رسد گویش‌های زاگروس شمالی (لری ثلاثی) میان لری شمالی و فارسی معیار شباهت‌هایی وجود دارد و در برخی نواحی، شباهت‌هایی با بختیاری، لکی و فارسی دارند. با این حال منابع متعددی نظیر گلاتولوگ این گویش‌ها را ذیل لری شمالی طبقه بندی میکند. همچنین مطابق تقسیم بندی اطلس زبان‌های ایران و ایرانیکا لری شمالی، لری شوهانی، لری جنوبی، لری بختیاری، گویش‌های منطقه فارس نظیر دوانی، گویش‌های دزفولی و شوشتری و غیره در گروهی به نام زبان‌های زاگرس یا لری قرار میگیرند. ایرانیکا گویش‌های دزفولی، شوشتری، اردکانی و غیره را بیشتر شبیه به لری میداند تا اینکه شبیه به فارسی باشند.
برخی لری شوهانی را جدا از لری شمالی جزء زبان لری قرار داده اند، اگرچه منابع متعددی لری شوهانی را جزء گویش‌های لری شمالی تقسیم بندی میکنند.

## لری ثلاثی
لری ثلاثی که اطلس زبان‌های ایران آن را زاگرس شمالی نیز نامیده مینامد. یکی از از دسته گویش های زبان لری است.مناطق لرنشین استان همدان و بخش هایی از سرزمین مجاورشان (مثل سربند اراک، بروجرد و کنگاور) به گویش مشابه‌ای صحبت میکنند، برخی این گونه را با استناد به وجود حکومت «ثلاث» لری ثلاثی خوانده اند. این گویش بیشتر در جنوب همدان شرق کرمانشاه و شمال لرستان و غرب استان مرکزی رایج است. اطلس زبان‌های ایران گویش‌هایی نظیر بروجردی، نهاوندی و غیره را در دسته‌ای به نام زاگرس شمالی یا لری ثلاثی قرار میدهد که شامل گویش های گروه الوند (مرگانه‌ای، وفرجینی، ورکانه‌ای و غیره) نیز میشود. عبدی و دانشنامه جهان اسلام گویش لری ثلاثی و لری فیلی را در شمار گویش های لری مینجایی (مرکزی) قرار می دهند و لری شمالی را تنها شامل لکی ثبت کرده اند.

### گویش لری نهاوندی
گویش لری نهاوندی از گویش‌های لری استان همدان است. فهرست لینگوییست، اتنولوگ و گلاتولوگ، گویش نهاوندی را گویشی از لری شمالی، و ایرانیکا منطقه نهاوند را یکی از مراکز مهم گویش‌وران لری شمالی می‌داند. اریک آنونبی گویش نهاوندی لری و در دسته ای به نام گویش‌های لرستانی قرار داده است. بنیاد کالچرال سروایول بیان می‌کند در نهاوند و تویسرکان به گویش لری شمالی گفت و گو می‌شود. شمس‌الله ویسی نهاوندی را گویشی فارسی لری می‌داند. زبان لُری خود از سه شاخهٔ زبانی تشکیل شده است: ۱- لُرستانی ۲- بختیاری ۳- لُری جنوبی در میان این سه شاخهٔ زبان لُری گویش بروجردی به شاخهٔ لُرستانی تعلق دارد. در بین گویشهای شاخهٔ لُرستانی، گویش بروجردی، نهاوندی، ملایری و تویسرکانی به یکدیگر بسیار نزدیک هستند و در برخی تقسیم بندیها آنها را زیرشاخه ای از لُرستانی، به نام ثلاثی قرار می‌دهند. گویش نهاوندی به نام گویش نهاوندی از زبان لری به دلیل کهنگی و دیرینگی در سال ۱۳۹۶ در لیست فهرست آثار ملی میراث فرهنگی ناملموس به ثبت ملی رسید. در کتاب واژه‌های اصیل نهاوندی نوشته شده است: گویش نهاوندی در شاخهٔ زبان لری قرار می‌گیرد و فهم معنی آن برای یک فارسی‌زبان امکان‌پذیر نیست.

#### لری کوهانی
مردم کوهانی به زبان لری شمالی صحبت می‌کنند. لری کوهانی یکی از لهجه‌های گویش لری نهاوندی می‌باشد.

#### لری گیونی
لری گیونی جزء لری شمالی طبقه بندی میشود که در شهری گیان در ۱۲ کیلومتری شهر نهاوند تکلم میشود.

### گویش لری تویسرکانی
گویش لری تویسرکانی از گویش‌های لری استان همدان است که بیشتر مردم شهر تویسرکان و سایر مناطق لر زبان شهرستان تویسرکان بدان تکلم می‌کنند. علی حصوری گویش شهر تویسرکان را در دسته زبان لری طبقه بندی میکند. استانداری استان مرکزی از این گویش را لری تویسرکانی همانند ملایری و نهاوندی و بروجردی و شازندی ذکر می‌کند. خبرگزاری تویسرکان گویش تویسرکانی را از گویش‌های زبان لری معرفی می‌کند. اسکندر امان‌الهی بهاروند زبان لری را به دو دسته باختری و خاوری تقسیم کرده و گویش مردم تویسرکان را در کنار گویش نهاوندی و گویش بروجردی و گویش ملایری در دسته گویش‌های باختری زبان لری قرار داده است. کرم علیرضایی نیز گویش مردمان ثلاث نظیر تویسرکان، نهاوند و ملایر را گویشی از زبان لری معرفی می‌کنند. همچنین زیر گویش‌های متنوعی دیگر مانند مانند گویش لری روستای باباپیرعلی، در شهرستان تویسرکان وجود دارد.

### گویش لری سیلاخوری
لری سیلاخوری از دسته گویش‌های زبان لری است. این گویش در روستا های شهرستان‌های بروجرد و دورود در شرق استان لرستان رایج می‌باشد لری سیلاخوری دارای دو لهجه سیلاخور پایین و سیلاخور بالا است. گویش های رایج در دشت سیلاخور به طور کلی شباهت‌هایی یا یکدیگر دارند و جزء گویش‌های زبان لری محسوب میشوند اگرچه گویش سیلاخوری اشاره به برخی از این گویش‌های دارد.

### گویش لری ملایری
منابع متعددی گویش‌ ملایری را لری میدانند. برخی منابع این گویش را فارسی و تلفیقی از گویش همدان و لری میدانند. در کتاب تاریخ ملایر از ابراهیم خدایی آمده است: «حوزه ملایر که زادگاه اصلی زندیه است به لرستان پیوستگی دارد و لهجه و تلفظ لری بیشتر در این حوزه حکم فرما است و تقریبا عموم مردم که از سکنه قدیمی و اصیل ملایر هستند از نژاد لر میباشند.» سکندر امان‌الهی بهاروند زبان مردم لر را به دو دسته باختری و خاوری تقسیم کرده و گویش ملایری را در کنار گویش نهاوندی و گویش بروجردی در دسته گویش‌های باختری زبان لری قرار داده است در شهر ملایر دو گویش کلی یافت میشود که هردو را به نام گویش ملایری یا لری ملایری میشناسند. گویشی که در محلات مرکزی و درمیان نسل جوان تکلم میشود، به شدت تحت تاثیر فارسی معیار قرار گرفته و وام واژگان فارسی و گویش همدانی در آن فراوان است. گویش دیگر که در نواحی حاشیه ای و در میان نسل قدیمی تر شهر رواج دارد که همان گویش لری رایج در نواحی شمالی لرستان است. همچنین برخی این گویش‌ها را در اصل لری دانسته که به مرور تحت تاثیر سایر گویش‌ها قرار گرفته و در نسل جدید در حال فراموشی است.
اطلس زبان های ایران زبان ساکنین شهر ملایر را عمدتا لری و لکی و اقلیتی را فارسی معیار ظبط کرده است. بخشی از مردم این ناحیه به دلایلی چون عدم آموختن زبان مادری و ترجیح والدین به استفاده از زبان فارسی در خانه، به زبان فارسی معیار صحبت مینند. فارسی معیار ربطی به ملایر ندارد و زبان رسمی ایران است که در تمامی نقاط ایران روز به روز فراگیرتر می‌شود. از دیدگاه گارنیک آساتوریان، زبان فارسیِ معیار زبان هیچ‌یک از اقوام و خرده‌فرهنگ‌های ایرانی نیست. درواقع بخشی از مردم زبان یا گویش محلی خود را فراموش کرده‌اند و به زبان معیار سخن می‌گویند.
علیرضا گودرزی اهل ملایر که پژوهش مبسوطی درباره آن دیار به انجام رسانیده نیز در زمینه‌ی زبان، گویش و لهجه ملایری‌ها ذکر کرده است که به علّت وجود واژه‌های کمرنگ «کردی و لری» در آن، ملایر سرحد بیرنگ و کمرنگ منطقه لر محسوب می‌شود و مردم این شهر با ساکنان لرنشین شهرهای بروجرد، نهاوند و تویسرکان بدون مترجم و با کمی زحمت می‌توانند ارتباط برقرار کنند. در نتیجه گویش ملایری زیرشاخه‌ای از زبان لری است و بی‌دلیل نیست که عده‌ای گویش لری ملایری را نسبت به دیگر لهجه‌های لری نزدیک‌ترین لهجه به زبان فارسی معیار می‌دانند. وی در مجموع گویش‌ لرهای شهرستان ملایر را بصورت زیر نوشته است:
1. لری ملایری: زیرشاخه‌ای از زبان لری است که به گویش لری فیلی خرم‌آبادی بسیار نزدیک و کثرت واژه‌های لری فیلی ملایری می‌تواند تایید این نظر باشد از طرفی گویش ملایری به لری سیلاخوری در منطقه بروجرد هم نزدیک است. روستاهایی مانند آورزمان، آبدر، حسین آباد ناظم،حرم آباد، کرکان، نامیله، ازناو، گورآب و غیره که گویش‌شان همبند شهر ملایر است و تنها تفاوت آوایی واژه ها می‌تواند بیانگر هویت جغرافیایی آنها باشد، به گویش این مناطق می‌توان لری محلی یا روستایی گفت. البته از این نکته نباید غافل بود که در این بین مناطقی از جمله آبدر و آورزمان به علت همجواری با روستاهای لک‌زبان، تعدادی واژه‌های لکی را به مقدار نیازشان وام گرفته امّا لک‌زبان نیستند.‌
2. لری سیلاخوری: برخی روستاهای جنوب و جنوب غربی مانند کیکله، طایمه، مهدویه، ارگس، پاتپه و غیره نزدیک یا همبند به گویش لری سیلاخوری است که به لری بروجردی هم شهره است و قطب گویش سیلاخوری، بروجرد است.
3. لری زندی: برای این گویش هم‌اکنون مشخصاً روستایی را نمی‌توان نام برد؛ احتمالاً توسط اهالی قلعه‌پری و همچنین روستاهای خط ملایر – اراک مثل ‌زنگنه استفاده می‌شده که زمانی مقر ایل زند و کریم‌خان وکیل‌الرعایا بود. به ظن قوی گویش مردمان برخی روستاهای غرب معروف به چال‌شور، شورکات و بلوک‌شور به آن نزدیک است.

جواد جعفری درباره گویش ملایری که آن را به سه دسته زندی لری، ملایری و ترکی ملایری تقسیم و درخصوص دو گویش اوّل اینگونه می‌نویسد:
1. گویش زندی لری: این گویش که دارای بسیاری از ضرب‌المثل‌ها و ترانه‌های عامیانه لغات پهلوی است هم اکنون بین زندی‌های ملایر کم و بیش رایج است. گویش زندی در عصر کریمخان زند و قبل از آن در دوران نادرشاه افشار بعلت سکونت تیره‌ها و طایفه‌های مختلف زندی در شهرستان‌های مختلف ایران، از شیراز و اصفهان گرفته تا دره‌گز، تهران و مازندران و کرمان و بندرعباس، در اکثر نقاط راه یافته و آثار بارزی از آن در گویش‌های محلی آن مناطق بر جای مانده است.
2. گویش ملایری: این گویش احتمالاً مربوط به دهکده چوبین است که با گویش‌های زندیه لری و مردمی که از شهرستان‌های مختلف اطراف و دهکده ها به شهر آمده‌اند درآمیخته است. در این گویش که دهکده های جنوبی و غربی ملایر بدان تکلم می‌کنند بسیاری از لغات اوستایی – پهلوی بصورت‌های کهنه و غالباً در ریشه اصلی خود دیده می‌شود.

همچنین جعفری به غیر از ۳ گویش زندی لری، ملایری و ترکی ملایری، چند گویش دیگر را هم معرفی می‌کند که شامل گویش نهاوندی، خوانساری و گویشی که یهودی‌ها بدان تکلم می‌کنند و بغلط پنداشته می‌شود زبان عبری است امّا نوعی گویش لری می‌باشد. همچنین گویش ارامنه در شهر و دهستان‌های ملایر هرکدام به‌نوبه خود جالب توجه است.
| ملایری | معنی به فارسی |
| ------ | ------------- |
| پیا    | مرد           |
| کله    | ملخ           |
| گپ     | حرف           |
| مشت    | پر            |
| نزم    | مماس          |
| لوئینه | آسیابان       |
| تشنی   | گلو           |
| هنی    | هنوز          |
| دیم    | صورت          |
| چپش    | برغاله        |
| تگه    | بزسرگله       |

#### لری آورزمانی
یکی از گویش‌های لری و از زیر گویش های لری ملایری در استان همدان که عمده مردم دهستان آورزمان بدان سخت می‌گویند. گویش آورزمان به دلیل شباهتی که با گویش‌های ملایری و نهاوندی دارد همانند آنها از گویش‌های لری شاخه لرستانی به‌شمار می‌آید.

## جغرافیا
لری شمالی در استان‌های لرستان، خوزستان، مرکزی، همدان و جنوب استان ایلام جنوب و شرق کرمانشاه و در شرق عراق رایج است. این گروه از زبان‌های لری‌تبار متداول‌ترین زبان‌های رایج در میان لر کوچک محسوب می‌شوند.
استان لرستان: تمام شهرستان‌ها به جز الیگودرز
استان همدان: اکثریت شهرستان‌های ملایر، نهاوند، تویسرکان و اسدآباد
استان خوزستان: شهرستان اندیمشک و بخشی از شوش و دزفول
استان مرکزی: شهرستان شازند و خنداب
استان ایلام: شهرستان دره شهر بخشی از شهرستان‌های، بدره، مهران، آبدانان، دهلران و روستای حسن گاوداری و اقلیتی در شهر ایلام
استان کرمانشاه: بخشی از شهرستان کنگاور و روستاهای جنوب و جنوب شرق کرمانشاه

نقشه Maunsell's قوم نگاری بریتانیا از غرب آسیا قیل از جنگ جهانی اول
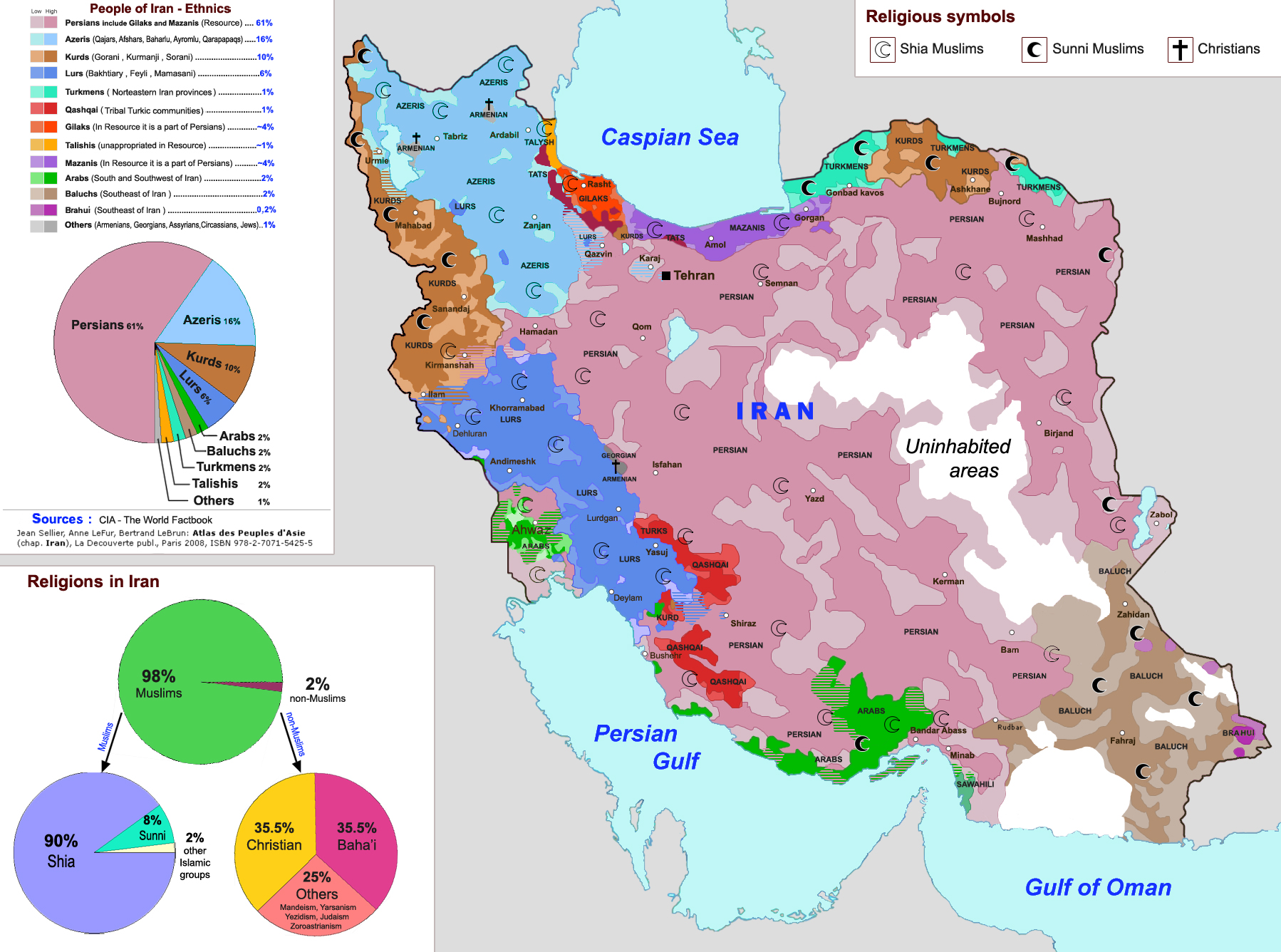
نقشه قومی، زبانی و مذهبی ایران
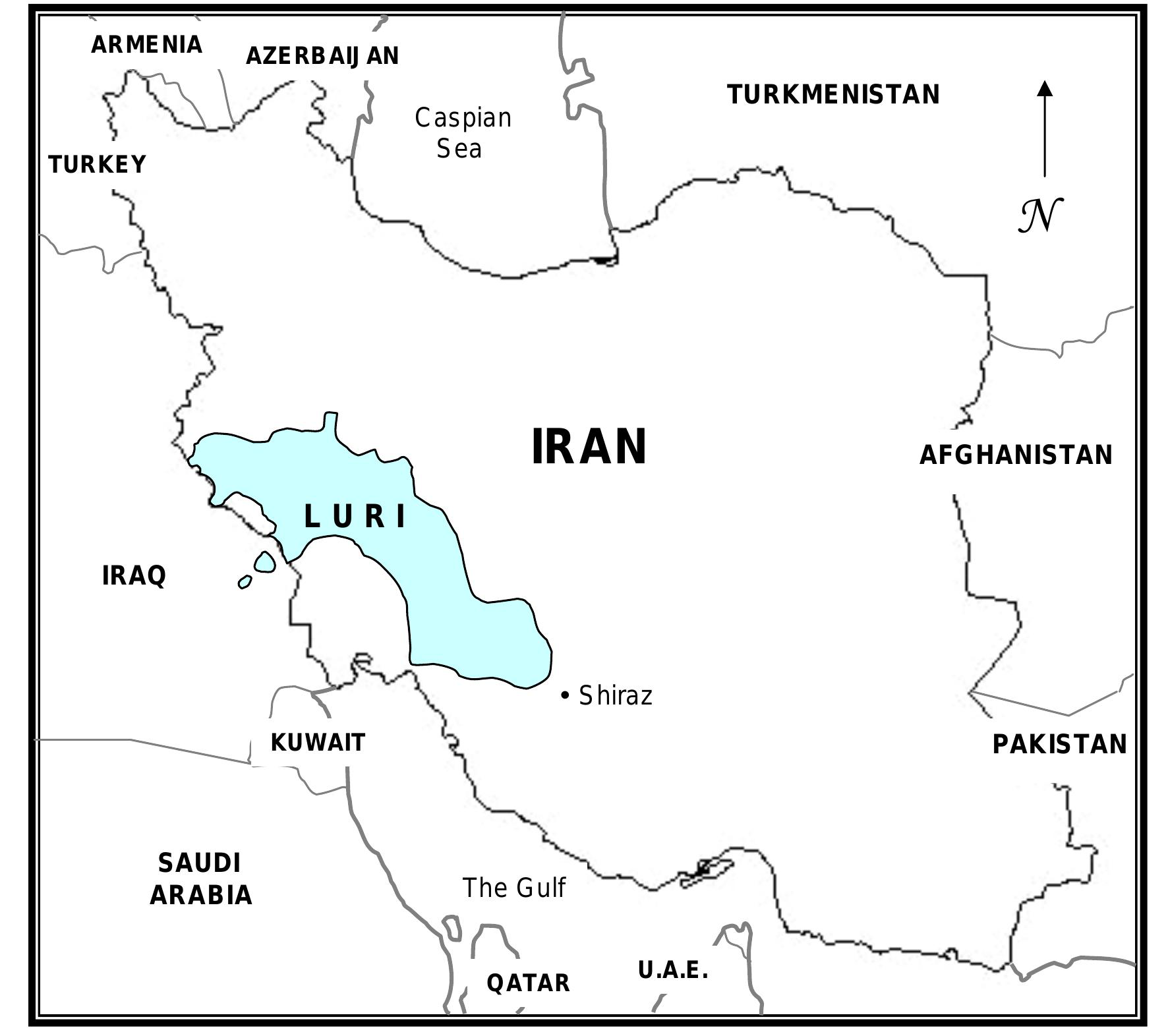
پراکنش قوم لری از دید آنونبی